# Oulad Youssef
À ne pas confondre avec Oulad Youssef, village marocain de la préfecture de Meknès.
Oulad Youssef (en arabe : أولاد يوسف) est une commune rurale marocaine de la province de Beni Mellal, dans la région de Tadla-Azilal.

## Démographie
Selon les données des derniers recensements, de 1994 à 2004, la commune d'Oulad Youssef a connu une hausse de 9,42 %, passant de 11 598 à 12 804 habitants.